# Presles-et-Thierny

Presles-et-Thierny este o comună în departamentul Aisne din nordul Franței. În 1 ianuarie 2022 avea o populație de 400 de locuitori.